# 2002-es strandlabdarúgó-világbajnokság
A 2002-es strandlabdarúgó-világbajnokság volt a 8. világbajnokság a standfutball történetében. A tornát 2002. január 13. és január 20. között rendezték meg Brazíliában, Vitóriában és Guarujában. A világbajnok Brazília lett, visszavágva a portugáloknak az egy évvel korábbi fiaskóért.

## Résztvevők
Rendező:
- Brazília (Dél-amerikai zóna)

Európai zóna
- Franciaország
- Olaszország
- Portugália
- Spanyolország

Dél-amerikai zóna
- Argentína
- Uruguay

Ázsiai zóna
- Thaiföld

## Eredmények

### Csoportkör
| Jelmagyarázat                 |
| ----------------------------- |
| Továbbjutott a csoportkörből. |
| Kiesett a csoportkörből.      |

#### A csoport
| Csapat        | M | Gy | D | V | G+ | G– | Gk  | P |
| ------------- | - | -- | - | - | -- | -- | --- | - |
| Brazília      | 3 | 3  | 0 | 0 | 17 | 4  | +13 | 9 |
| Thaiföld      | 3 | 2  | 0 | 1 | 9  | 13 | –4  | 6 |
| Spanyolország | 3 | 1  | 0 | 2 | 11 | 10 | +1  | 3 |
| Franciaország | 3 | 0  | 0 | 3 | 9  | 19 | –10 | 0 |

| 2002. január 13. |

| Brazília | 6–0 | Thaiföld |
| -------- | --- | -------- |
|          |     |          |

| Vitória |

| 2002. január 14. |

| Spanyolország | 7–2 | Franciaország |
| ------------- | --- | ------------- |
|               |     |               |

| Vitória |

| 2002. január 15. |

| Thaiföld | 5–4 | Franciaország |
| -------- | --- | ------------- |
|          |     |               |

| Vitória |

| 2002. január 16. |

| Brazília | 4–1 | Spanyolország |
| -------- | --- | ------------- |
|          |     |               |

| Vitória |

| 2002. január 17. |

| Brazília | 7–3 | Franciaország |
| -------- | --- | ------------- |
|          |     |               |

| Vitória |

| 2002. január 18. |

| Thaiföld | 4–3 | Spanyolország |
| -------- | --- | ------------- |
|          |     |               |

| Vitória |

#### B csoport
| Csapat      | M | Gy | D | V | G+ | G– | Gk  | P |
| ----------- | - | -- | - | - | -- | -- | --- | - |
| Portugália  | 3 | 3  | 0 | 0 | 20 | 11 | +9  | 9 |
| Uruguay     | 3 | 2  | 0 | 1 | 18 | 10 | +8  | 6 |
| Olaszország | 3 | 1  | 0 | 2 | 14 | 16 | –2  | 3 |
| Argentína   | 3 | 0  | 0 | 3 | 12 | 27 | –15 | 0 |

| 2002. január 13. |

| Olaszország | 8–6 | Argentína |
| ----------- | --- | --------- |
|             |     |           |

| Vitória |

| 2002. január 14. |

| Portugália | 6–3 | Uruguay |
| ---------- | --- | ------- |
|            |     |         |

| Vitória |

| 2002. január 15. |

| Portugália | 6–4 | Olaszország |
| ---------- | --- | ----------- |
|            |     |             |

| Vitória |

| 2002. január 16. |

| Uruguay | 11–2 | Argentína |
| ------- | ---- | --------- |
|         |      |           |

| Vitória |

| 2002. január 17. |

| Portugália | 8–4 | Argentína |
| ---------- | --- | --------- |
|            |     |           |

| Vitória |

| 2002. január 18. |

| Uruguay | 4–2 | Olaszország |
| ------- | --- | ----------- |
|         |     |             |

| Vitória |

### Egyenes kieséses szakasz

#### Elődöntők
| 2002. január 19. |

| Portugália | 3–2 | Thaiföld |
| ---------- | --- | -------- |
|            |     |          |

| Vitória |

| 2002. január 19. |

| Brazília | 8–4 | Uruguay |
| -------- | --- | ------- |
|          |     |         |

| Vitória |

#### Bronzmérkőzés
| 2002. január 20. |

| Uruguay | 5–3 | Thaiföld |
| ------- | --- | -------- |
|         |     |          |

| Vitória |

#### Döntő
| 2002. január 20. |

| Brazília | 6–5 | Portugália |
| -------- | --- | ---------- |
|          |     |            |

| Vitória |

| A 2002-es strandlabdarúgó-világbajnokság győztese |
| ------------------------------------------------- |
| BRAZÍLIA 7. cím                                   |

## Különdíjak

### Gólkirályok
| Hely | Játékos             | Gólok |
| ---- | ------------------- | ----- |
| 1=   | Neném (Brazília)    | 9     |
| 1=   | Madjer (Portugália) | 9     |
| 1=   | Nico (Uruguay)      | 9     |

### Legjobb játékos
| Játékos          |
| ---------------- |
| Neném (Brazília) |

### Legjobb kapus
| Játékos                |
| ---------------------- |
| Normcharoen (Thaiföld) |

## Külső hivatkozások
- rsssf.com (angolul)